# Floralia

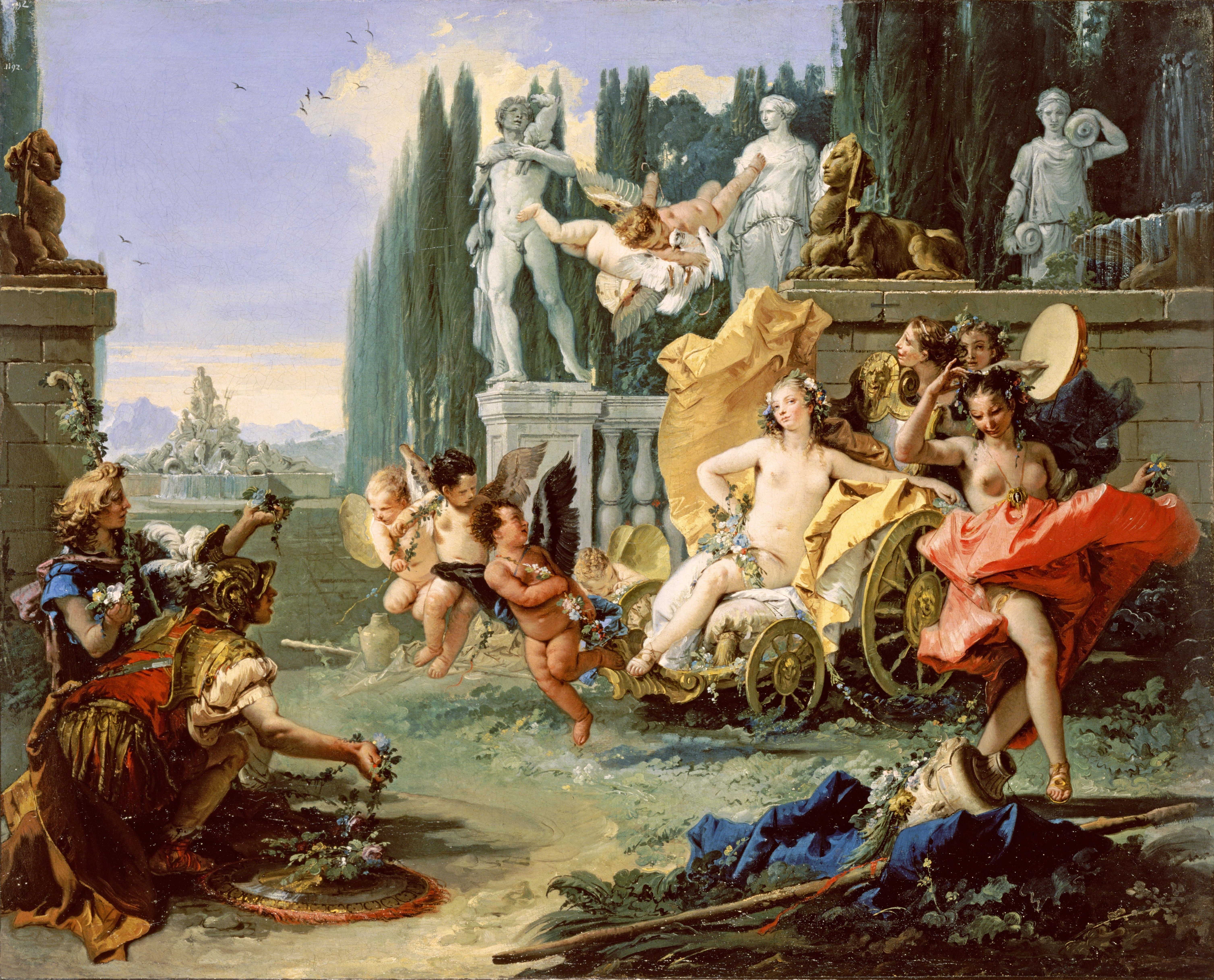
„Triumful Florei” de Tiepolo (ca. 1743), scenă bazată pe descrierea Floriilor romane de către Ovidiu

În religia antică romană Floralia era festivitatea în onoarea zeiței Flora, sărbătorită pe 27 aprilie în timpul Republicii, iar pe 28 aprilie sub Calendarul Iulian. În limba latină, festivalul era cunoscut sub denumirea Ludi Florae, adică jocurile (Ludi) Florei. În timpul Imperiului Roman, jocurile durau șase zile.

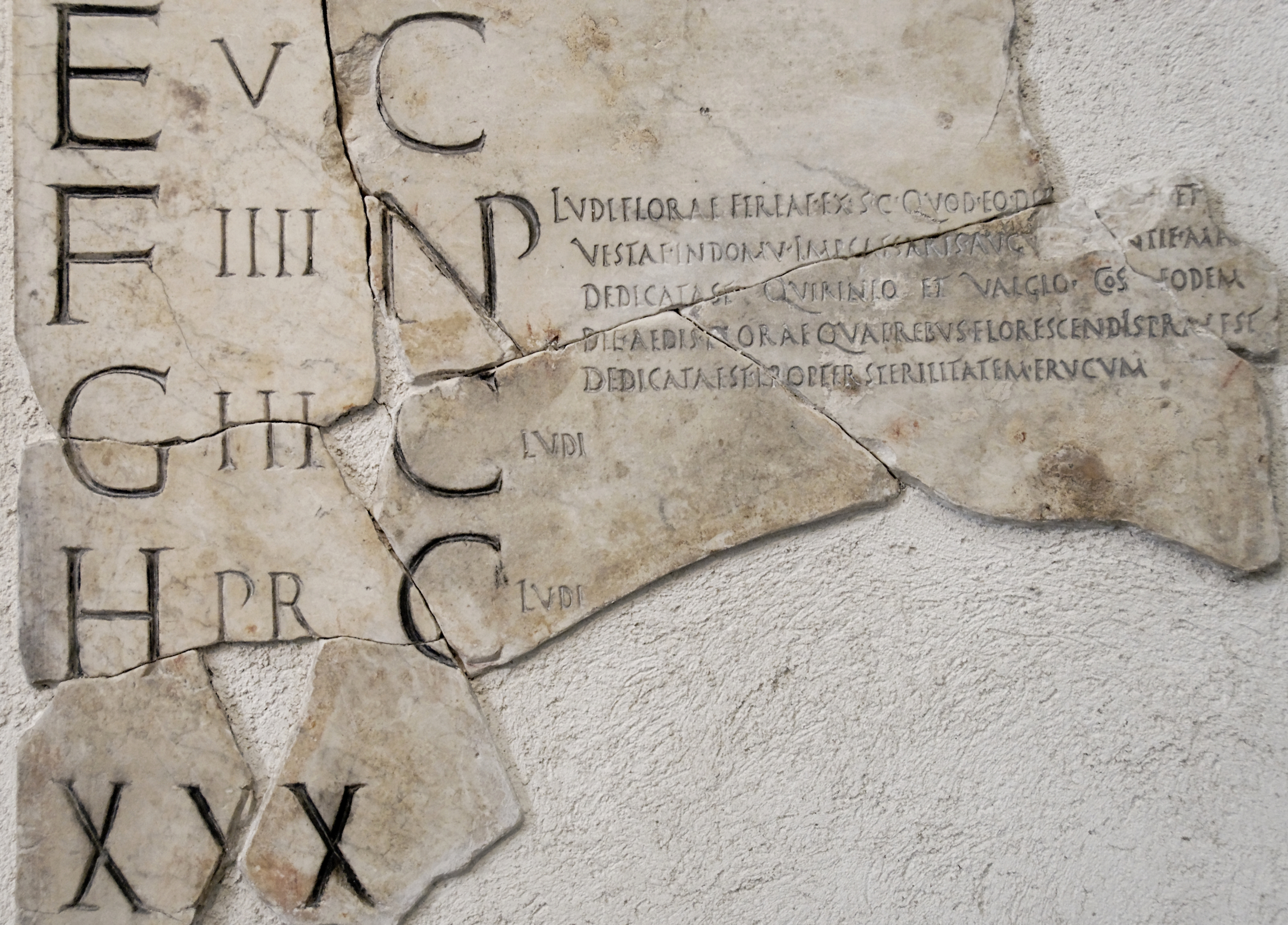
Fragmentul Fasti Praenestini conține cuvintele Ludi Florae